# Dioscorea hastifolia
Dioscorea hastifolia är en enhjärtbladig växtart som beskrevs av Christian Gottfried Daniel Nees von Esenbeck. Dioscorea hastifolia ingår i släktet Dioscorea och familjen Dioscoreaceae. Inga underarter finns listade i Catalogue of Life.